# Pascual Cervera y Topete
Pour les articles homonymes, voir Cervera et Topete (homonymie).
Pascual Cervera y Topete (né le 18 février 1839 à Medina Sidonia, dans la province de Cadix, dans le sud de l'Espagne et mort le 3 avril 1909 à Puerto Real) est un militaire espagnol, amiral dans la marine espagnole.
Il était commandant de la flotte espagnole en Atlantique durant la guerre hispano-américaine.

## Biographie
Pascual Cervera y Topete est né à Medina Sidonia. Il participe à la guerre contre le carlisme, guerre civile espagnole survenue entre 1833 et 1876.
Après la guerre civile, il devient ministre de la Marine, l'organe bureaucratique qui régit les forces navales et la marine marchande de l'Espagne. Durant son mandat, Cervera a tenté un certain nombre de réformes de grande envergure dans l'administration navale espagnole de l'époque.
En 1896, Cervera démissionne de son poste quand un certain nombre de ses réformes mises en place ont été annulées par un vote politicien. Après deux années d'isolement, Cervera a été rappelé par la reine au service dans la flotte et a organisé la marine à la lutte car la guerre était inévitable avec les États-Unis d'Amérique.
Quand la guerre avec l'Amérique éclate, Pascual Cervera y Topete reçoit l'ordre d'appareiller immédiatement vers les Caraïbes afin de briser le blocus de Cuba par les États-Unis.
Le 29 mai, des sentinelles américaines repèrent l'escadron de Pascual Cervera y Topete. Celle-ci se dirige vers Santiago de Cuba. Le 3 juillet 1898, la flotte de Cervera s'approche du port de Santiago de Cuba, alors que l'amiral William T. Sampson était à terre en compagnie du major général William Rufus Shafter. C'est donc le contre-amiral Winfield Scott Schley (en), commandant en second de la flotte, et durant l'absence de Sampson, gère la rencontre avec la flotte espagnole, la flotte américaine détruit tous les navires espagnols dans une rapide bataille qui dure cinq heures. Cervera perd la bataille de Santiago de Cuba.
Le 3 juillet 1898, la bataille de Santiago de Cuba a été héroïquement combattu par les marins espagnols sous le commandement de Cervera, mais le résultat final était inévitable. Après la destruction de sa flotte, Cervera a été brièvement emprisonné à Camp Long (en) aux États-Unis avec ses officiers, et est retourné en Espagne.
De retour en Espagne, il a été jugé pour la perte de son commandement, mais des témoignages convaincants de la part des marins à Cervera ont forcé la cour à reconnaître que la défaite de la flotte n'était pas de la faute des militaires, mais des politiciens.
Durant sa retraite, Cervera a vécu le reste de sa vie tranquillement. Il est resté fidèle à la couronne, et n'a jamais été tenu responsable de la défaite espagnole. Cervera est mort en 1909 et reste un héros national en Espagne. Cervera reste populaire en Espagne, et même le gouvernement de l'Espagne républicaine a reconnu Cervera comme un homme de « grande ferveur patriotique ».